# Sambimulyo
Sambimulyo is een bestuurslaag in het regentschap Banyuwangi van de provincie Oost-Java, Indonesië. Sambimulyo telt 8035 inwoners (volkstelling 2010).